# Лоєв
Ло́єв (Лоїв, біл. Лоеў пол. Łojów) — селище міського типу в Гомельській області. Адміністративний центр Лоєвського району. Селище розташоване вздовж правого берега Дніпра в місці впадіння в нього річки Сож. У селищі розташований пункт пропуску на кордоні з Україною Лоєв — Кам'янка.

## Історія

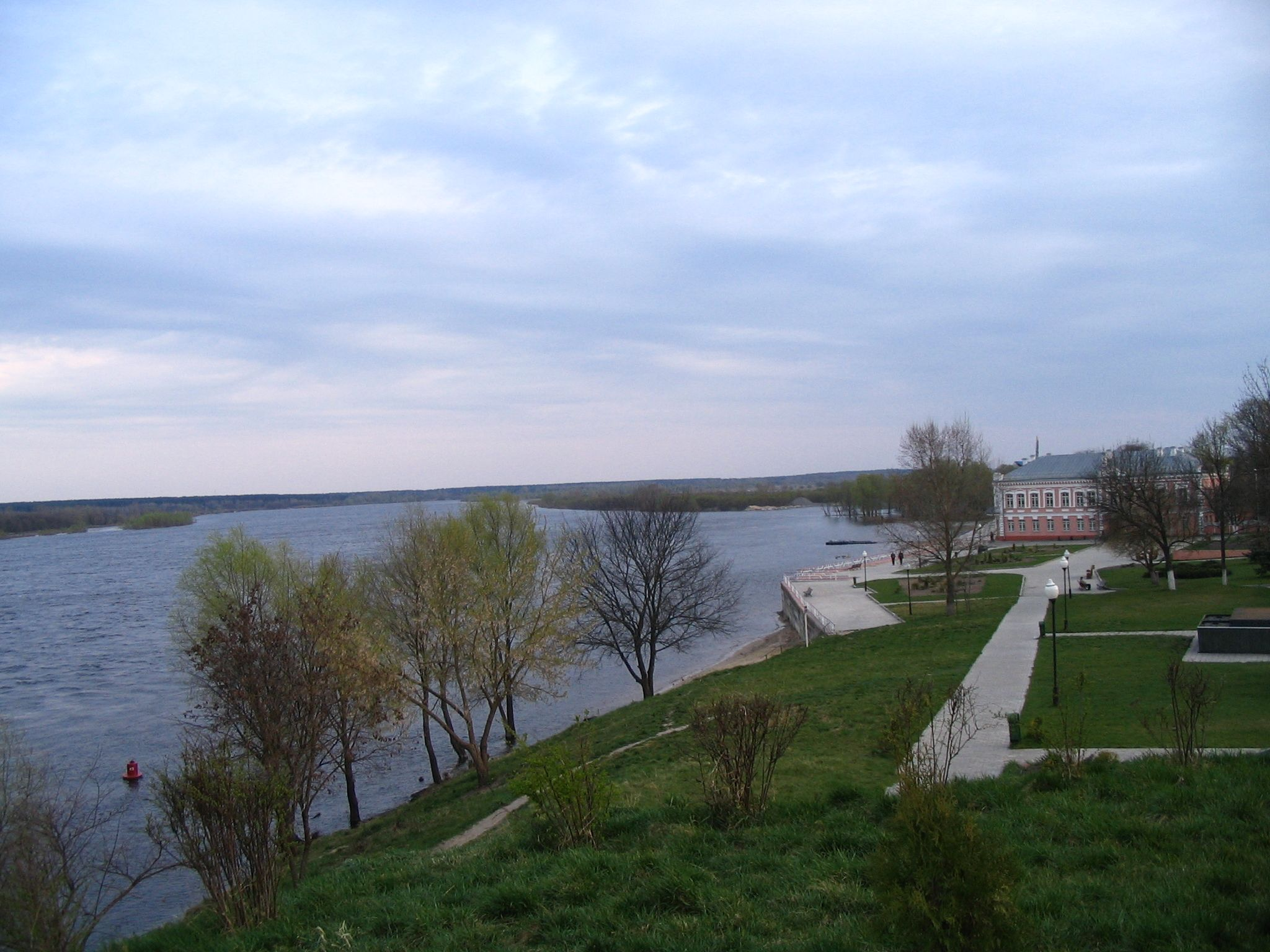
Дніпро у Лоєві

Лоєв має давню історію, він виник на місці давнього городища дреговичів. Перша згадка про поселення сходить до 1505 року як Лоєва Гора.
1506 р. — через Лоєву Гору пройшла кримська орда.
1538 р. — Лоєв згаданий як містечко Любецького староства.
1569 р. — разом із Любецьким староством поселення Лоєва Гора увійшло до складу Речі Посполитої.
1571 р. — Лоєв мав три «дими» (будинки), до 1579 р. любецьким старостою Павлом Сапєгою була побудована Лоєвська фортеця, містечко складалось із 20 «димів».
1581 р. — білгородські татари рушили на Велике князівство Литовське через лоєвський брід.
1582 р. — привілей на війтівство в Лоєвій Горі отримав Федір Васильович Вовк, не пізніше 1587 р. Ф. Вовк став війтом Києва.
1585 р. — Лоєвогорське староство виокремилось із Любецького. 11 лютого 1585 р. любецьким та лоєвогорським старостою був призначений «до живота» князь Олександр Вишневецький.
1594 р. — вперше згаданий топонім Лоєв, до кінця XVIII ст. існує два топоніми — Лоєв та Лоєва Гора (поділ та замок). Назва може бути пов'язана з абхазо-адизьким прізвищем Лоо.
1596 р. — інстигатор справ поборових Філон Котельницький та любецький і лоєвський староста В. Хотимерський розглядали справу про несплату податків з міст Любеча та Лоєва.
1606 р. — в Лоєві нараховувалось 186 «димів», з них третина належала боярам, до замку «тяжіли» 8 сіл (12 служб).
1612—1613 рр. — Лоєв постраждав від нападу московського війська.
1629 р. — під час проведення люстрації Київського воєводства Лоєвське староство згадане як окрема територіально-адміністративна одиниця.
1635 р. — любецький та лоєвський староста А. Калиновський королівським привілеєм затвердив своє право збирати податки з Лоєва.
1646 р. — Любецьке та Лоєвське староства інкорпоровані до Стародубського повіту Смоленського воєводства Великого князівства Литовського.
Серпень 1648 р. — козаки заволоділи Лоєвим, розпочалося формування лоєвської козацької сотні Брагінського полку.
31 липня 1649 року — під час Хмельниччини відбулася битва між військами гетьмана Богдана Хмельницького під керівництвом Михайла Станіслава Кричевського і військами під керівництвом Януша Радзивілла.
1649 р. — голландський живописець Абрагам ван Вестерфельд намалював картину «Вигляд Лоєва влітку 1649 р.».
1649 р. — згадка про знищення лоєвського замку козаками.
26 червня (6 липня) 1651 р. — Друга Лоєвська (Ріпкинська) битва.
1651 р. — Лоєвське староство за привілеєм Яна Казимира передано в управління литовському гетьману Я. Радзивілу, від якого староство перейшло до Криштофа Тишкевича.
Серпень-жовтень 1651 р. — Лоєв знаходився у козацькій облозі.
1654—1667 рр. — під час війни Московії з Річчю Посполитою Лоєв був спустошений козаками І. Золотаренка. Певний час існувала Лоєвська сотня Чернігівського полку.
1656 р. — Лоєв був включений до Речицького повіту Мінського воєводства Речі Посполитої (до 1783 р.).
1660 р. — по смерті К. Тишкевича утворена спеціальна комісія, яка передала обидва староства (любецьке — формально) до Корони, місцева шляхта як і раніше була зобов'язана нести кінну військову службу.
8 червня 1661 р. — Лоєвське староство передано королівським привілеєм до війська ВКЛ.
1666 р. — Лоєв названий пустим містом («впусте») Чернігівського полку.
1667 р. — за Андрусівським договором Лоєвське староство увійшло до складу Річицького повіту Мінського воєводства Великого князівства Литовського. Лоєвським старостою став Казимир Халецький.
1670 р. — за рішенням сейму була створена спеціальна комісія, що мала врегулювати питання надходження з Лоєва грошей до армії ВКЛ. Серед членів комісії був маршалок ВКЛ Олександр Палубинський та річицький хорунжий Михайло Станіслав Юдицький, пізніше обидва комісари заволоділи частками Лоєвщини.
1676 р. — Лоєв (разом із Верхнім чи Старим Лоєвим — Лоєвою Горою) відданий у спадкове володіння річицькому війту Михайлу Юдицькому.
1677 р. — частину Лоєвського староства (разом із Нижнім Лоєвим) за рішенням сейму отримав маршалок ВКЛ князь Олександр Палубинський. Після його смерті (1685 р.) маєтність перейшла до доньки Ізабелли, яка побралася зі стольником ВКЛ Єжі Станіславом Сапєгою — надалі став «графом на Лоєві». Незабаром Є. Сапєга заклав місто за борги.
1711 р. — Антоні Казимир Сапєга відсудив у батька маєток своєї матері, приводом стало погане господарювання батька.
1712 р. — Лоєв перейшов до писаря ВКЛ Криштофа Паца.
1739 р. — Антоні Казимир Сапєга заповів місто своєму старшому брату Михайлу Антоні, ловчому ВКЛ.
1740 р. — Михайло Антоні Сапєга виплатив борг (40 тисяч злотих), нащадкам К. Паца та повернув місто у власність.
1701 р. — помер Михайло Юдицький (йому належала половина Лоєва), залишивши маєтність у спадок сину Антонію.
1729 р. — Лоєв належав Михайла Михайловичу Юдицькому (†1758 р.). Його син Юзеф (Йосиф) став користуватися титулом «граф на Лоєві». У 1782 р. став генерал-лейтенантом та командиром 1-ї дивізії війська ВКЛ, а напередодні другого розподілу Речі Посполитої обійняв посаду головнокомандуючого військ
Великого князівства Литовського.
1787 р. — помер Ю. Юдицький, Лоєв перейшов до його молодшого сина також Юзефа (†1841 р.).
1793. — Лоєв приєднаний до Російської імперії. Юзеф Юдицький присягнув на вірність імператриці Катерині II. У 1797 р. Ю. Юдицький був одним із семи представників дворянства Мінської губернії присутніх на коронації Павла I. Від Юзефа місто перейшло до доньок Ідалії та Софії, а від них по шлюбу до чоловіків — Нарушевича та Лащча.
У XVIII—XIX ст. Лоєв — центр волості Річицького повіту Мінської губернії, був помітним торговельним центром, фактично місто перетворилось у перевалковий пункт дніпровської транзитної торгівлі.
За переписом 1897 року кількість мешканців становила 4868 осіб (2367 чоловічої статі та 2501 — жіночої), з яких 2150 — православної віри.
З 1919 р. — у складі Мінської області БРСР, потім у Гомельській губернії РРФСР. У травні-червні 1920 р. окупований польськими військами. З грудня 1926 року Лоєв був включений до складу БРСР і став центром району. В 1938 році йому надано статус міського селища.
В 1941—1943 роках у місті загинуло близько 1,5 тис. осіб.
В 1962—1966 роках Лоєв входив у Річицький район, пізніше був утворений Лоєвський район.

## Соціальна сфера
У селищі знаходяться будівельний та молочний заводи, Агротехсервіс та інші підприємства. З освітніх закладів діють педагогічне училище, середні і музична школа. Також у Лоєві є Будинок культури з хором, вокальним і театральним колективами і кілька бібліотек. Створено музей битви за Дніпро з експозиційними майданчиками бойової техніки. Видається районна газета «Серп і молот».

## Забудова
Переважає дерев'яна забудова садибного типу. Основні вулиці забудовані 2—3-поверховими житловими будинками, центр — 3—5-поверховими, створено новий житловий квартал у південно-західній частині.

## Геральдика
27 грудня 2000 року Рішенням № 46 Лоєвської районної Ради депутатів були затверджені герб і прапор Лоєва. Герб внесений у гербовий матрикул Республіки Білорусь 12 січня 2001 року під № 46.

Опис герба: 
 У блакитному полі «іспанського» щита на зеленій землі стоїть над трьома хвилями срібний Лоєвський замок. 
Опис прапора: 
 Прямокутне полотнище зі співвідношенням ширини та довжини 1:2, складається з двох горизонтальних смуг: блакитної в 2/3 і зеленої в 1/3 ширини. На лицьовій стороні білі зображення: на синій смузі — Лоєвського замку, а на зеленій — трьох хвиль. 

## Відомі особи
- Карпенко Аким Павлович (1915—1974) — радянський військовий льотчик
- Юзеф Юдицький

## Галерея

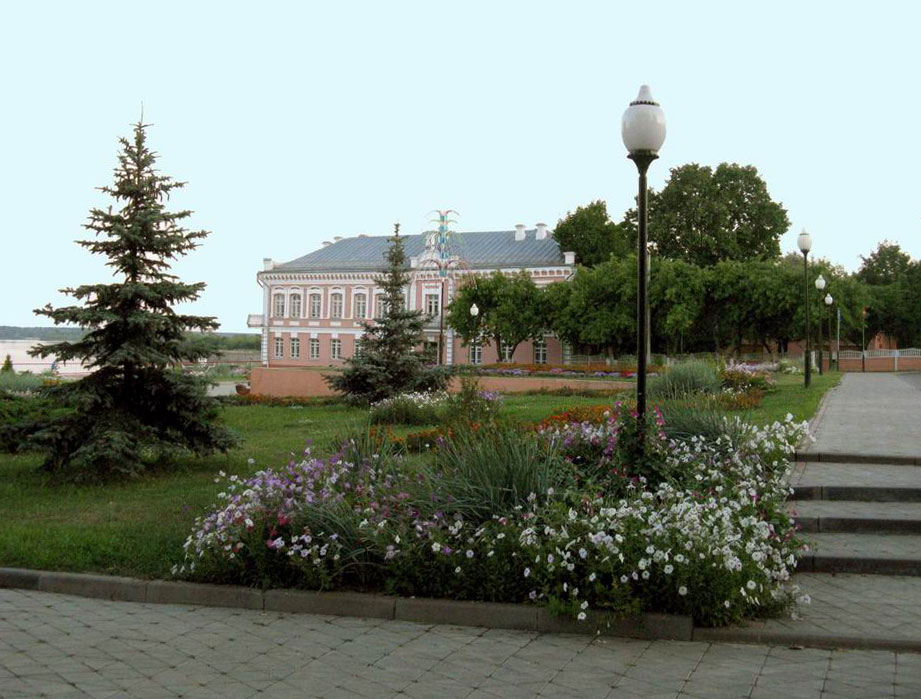
У центрі міста
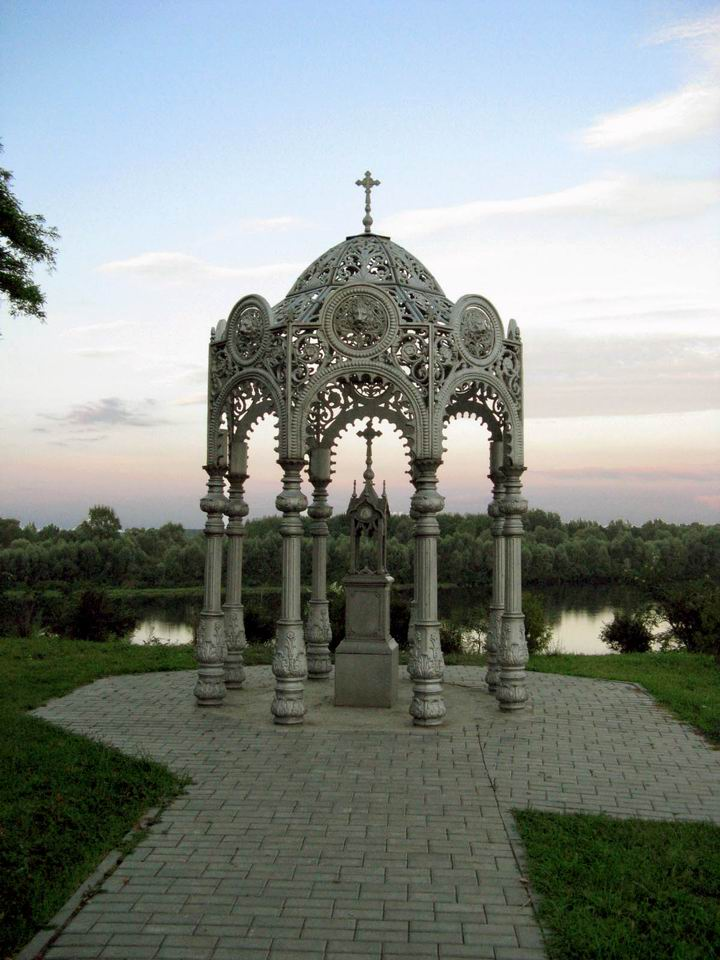
Каплиця
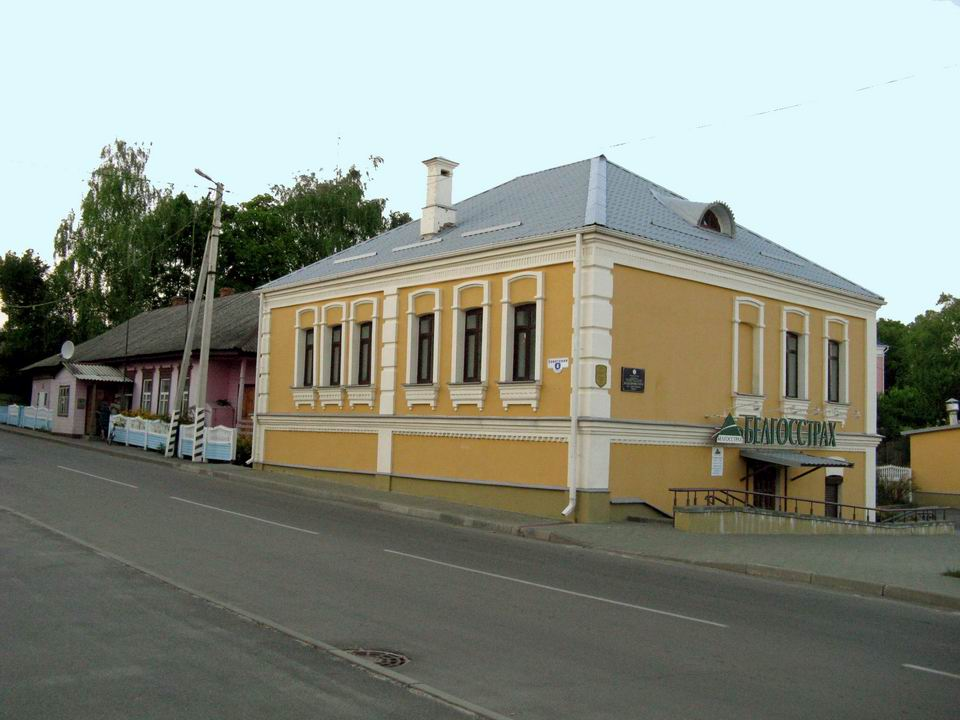
Старий будинок
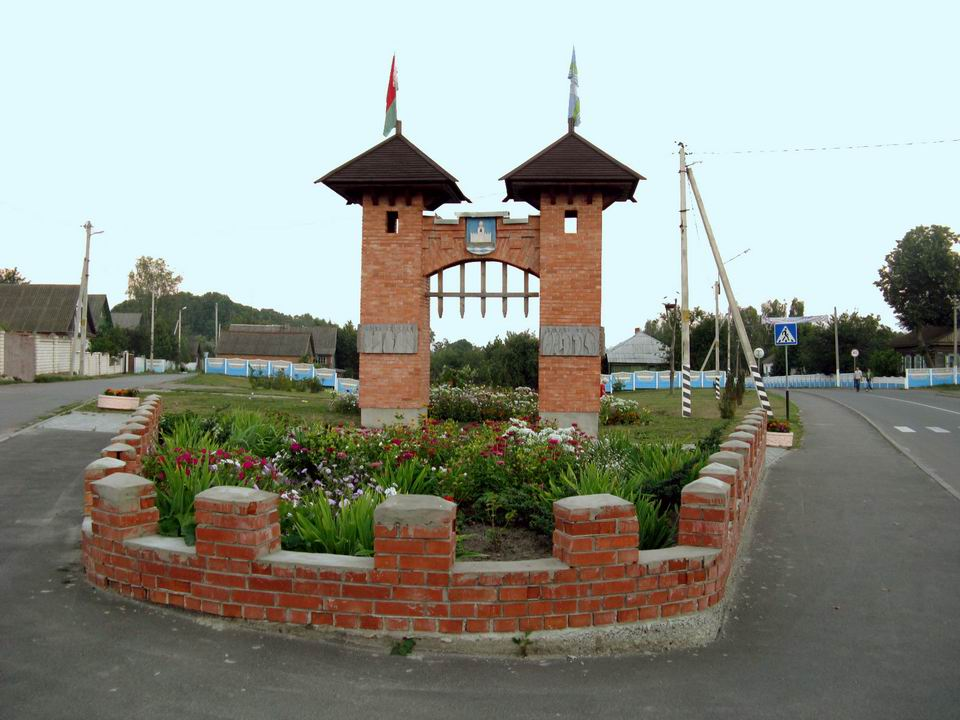
Символічні ворота Лоєва